# 월라이타 소도
월라이타 소도 (암하라어: ዎላይታ ሶዶ) 또는 간단히 소도 (월라이타어: Wolaytta Sooddo)는 에티오피아의 마을로 남부에티오피아지역주의 주도이다. 월라이타 지역은 월라이타인이 거주한다.